# Escadron sacré

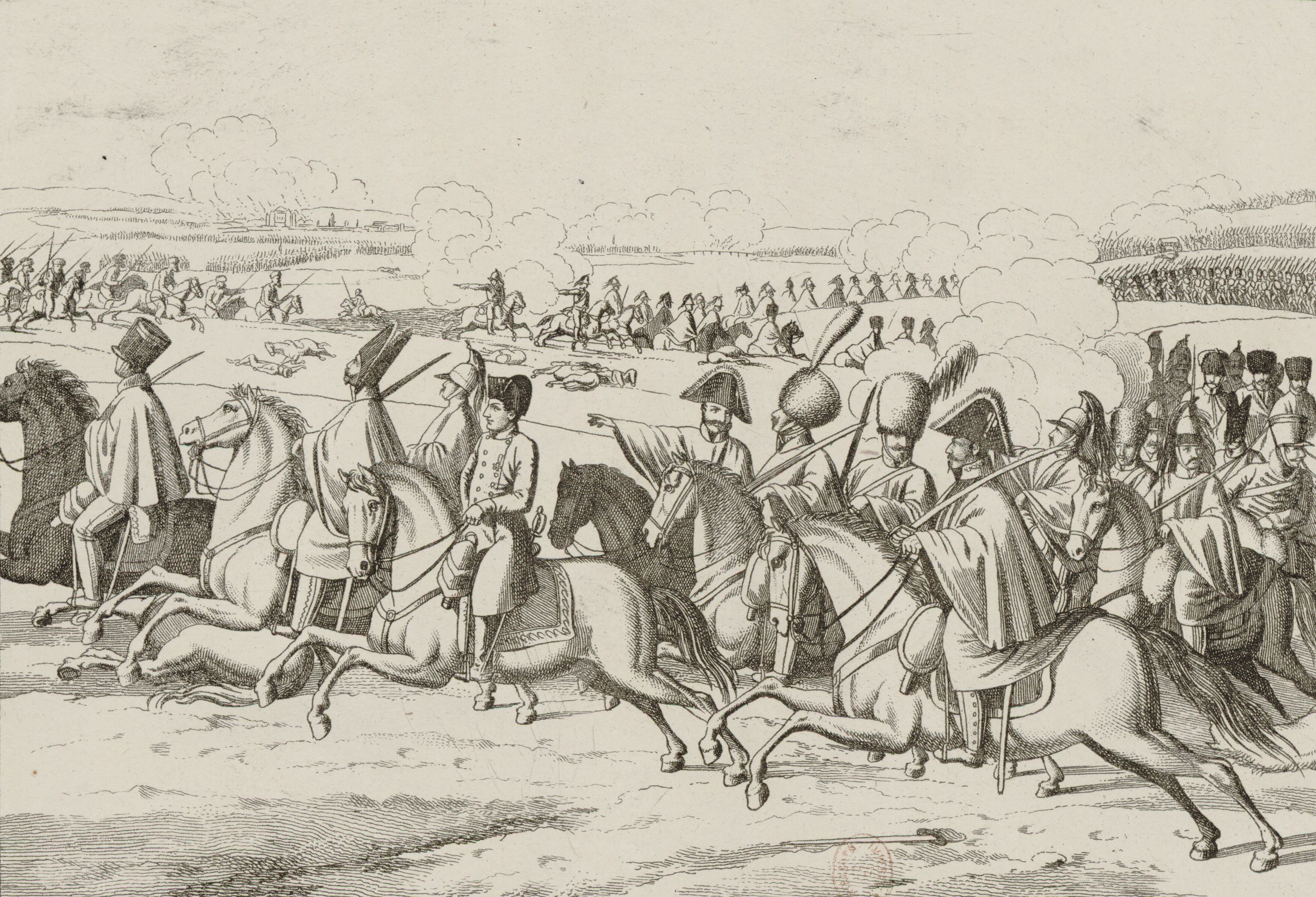
Napoléon escorté par l'escadron sacré

L’escadron sacré a été créé lors de la campagne de Russie pendant la Bataille de la Bérézina le 23 novembre 1812, à Borissov par Napoléon pour assurer sa protection et fut appelé ainsi dans le 29e Bulletin, du 3 décembre.  
Il regroupait 300 officiers  qui avaient conservé  leur monture. Son commandement est diversement attribué à   Murat, à  Grouchy, au général La Tour-Maubourg et au colonel Rambourgt. Les chefs d’escadrons, capitaines et lieutenants servaient comme simples cavaliers, les colonels étaient lieutenants, les généraux de division capitaines.

## Membres de l'Escadron sacré
- Adjudant-commandant de Fernig
- Chef de bataillon de Castellane
- Officier Louis Le Bon Desmottes
- chef d'escadron André Louis Gilart de Larchantel, du 1er régiment de chevau-légers lanciers.
- Officier Fortuné Reynaud de Bologne de Lascours
- Général Armand Charles Louis Le Lièvre de La Grange
- Officier Emmanuel Marie Pierre de Gramont
- Officier Pierre-Jacques Saint-Geniès
- Sous-lieutenant Pierre Chrétien Korte
- Colonel Pierre-Jacques de Potier, commandant la 3e compagnie de l'escadron (avec le grade de brigadier).
- Lieutenant Joseph-Alexandre-Marie-Charles de Kervasdoué, du 9e Lanciers.